# Фоли, Джон Генри
Джон Генри Фоли (англ. John Henry Foley; 24 мая 1818[…], Дублин — 27 августа 1874[…], Лондон) — британский скульптор. Один из наиболее востребованных скульпторов Викторианской Англии, наиболее известный своим участием в работе над мемориалом принцу Альберту в Лондоне и созданием трёх конных памятников британским полководцам, участвовавшим в завоевании Индии, которые высоко ценились его современниками в качестве выдающихся примеров конных скульптур.

## Биография

### Начало пути
Родился в 1818 году в Дублине. Его отец был бакалейщиком, однако отчим, занимавшийся воспитанием мальчика, был скульптором. Первые уроки мастерства получил от отчима, а в возрасте 13 лет поступил в художественную школу Королевского Дублинского общества, где за время обучения получил несколько первых призов. В 1835 году Фоли поступил в Королевскую академию художеств в Лондоне, где получил серебряную академическую медаль. После окончания Академии Джон Фоли, вместе со старшим братом Эдвардом, который также посещал оба упомянутых учебных заведениях, первоначально работал в мастерской скульптора Уильяма Бенеса.
С 1839 года Фоли выставлял свои работы в Королевской академии, а в 1840 года выполнил первый значительный самостоятельный заказ — скульптурную группу на мифологический сюжет для аристократа лорда Элсмира. В 1844 году Джон Фоли выставил в Академии аллегорическую скульптуру «Юноша у реки», которая привлекла внимание публики. Результатом этого стало то, что Фоли поручили создать две статуи для украшения Вестминстерского дворца, а когда он успешно справился с этой работой, за этим последовало множество других престижных заказов.
В 1849 году Фоли стал членом-корреспондентом, а в 1858 году — действительным членом (академиком) Королевской академии художеств. В 1861 году он стал действительным членом Королевской Гибернианской академии в Дублине, а в 1863 году — членом-корреспондентом Бельгийской академии художеств.
В 1854 году Фоли участвовал в конкурсе на проект грандиозного памятника-надгробия герцогу Веллингтону в лондонском соборе Святого Павла, однако его проект, как и проект другого известного современника, Карло Марокетти, был отклонён. Жюри отдало предпочтение проекту скульптора Альфреда Стивенса.

### Конные памятники
В дальнейшем Фоли стал особенно известен благодаря созданию трёх конных памятников, которые чрезвычайно высоко ценились его современниками. Так, статую военачальника Генри Хардинга колумнист-современник в авторитетном журнале «The Art Journal» назвал «триумфом британского искусства», а критик Уильям Майкл Россетти и вовсе считал её «лучшей британской конной статуей всех времён». Памятник Хардингу, активному участнику британского завоевания Индии, первоначально был установлен в Калькутте, где простоял более ста лет. В 1961 году правительство Индии приняло решения демонтировать «британские колониальные памятники», и памятник Хардингу, после бережно проведённого демонтажа, был возвращен в Великобританию. Поскольку британское правительство не знало, куда его девать, оно продало его за 35 (!) фунтов стерлингов наследнице полководца, баронессе Хелен Хардинг, которая установила его в собственном саду. Позже памятник переехал в сад другого потомка, расположенный неподалеку от Кембриджа. Хотя скульптура (самый большой конный памятник в истории британской скульптуры на момент создания) плохо подходит для сада, другого места для него пока не нашлось.
Статуя генерал-лейтенанта сэра Джеймса Аутрама, была заказана в 1861 году и отлита в Лондоне из пушек, захваченных британцами у участников Сипайского восстания. Статуя также была установлена в Калькутте. В 1960-е годы её перенесли на территорию Мемориала Виктории в том же городе, который, как выдающееся архитектурное сооружение, демонтажу, разумеется, не подлежит.
В конце жизни Фоли работал над конной статуей Чарльза Каннинга, но успел создать лишь детализированную 18-дюймовую модель. Все последующие работы над памятником (включая разработку внешнего вида постамента) велась скульптором Томасом Броком. Как и два предыдущих памятника, статуя Каннинга была отправлена в Индию и установлена на центральной площади в городе Барракпуре. В 1969 году её перенесли в более отдалённое место в том же городе и установили поблизости от могилы леди Каннинг.

### Мемориал принца Альберта
Начиная с 1864 года Фоли участвовал в работе по созданию мемориала принца Альберта в Лондоне. Ему было поручено создать скульптурную группу, олицетворяющую Азию — одну из аллегорий сторон света, расположенных по сторонам постамента. Фигура самого принца была поручена Карло Марокетти, однако его вариант скульптуры был отклонён. После этого создание скульптуры было поручено Фоли, но из-за плохого самочувствия тот не смог завершить работу даже десять лет спустя. В результате мемориал Альберта первоначально был открыт без статуи Альберта. После смерти Фоли скульптор Томас Брок потратил ещё 18 месяцев на завершение работы над скульптурой. Только в 1876 году, спустя 12 лет с начала работы над мемориалом, статуя была продемонстрирована королеве Виктории. Затем, в соответствии с первоначальным планом, статуя была позолочена. В 1915 году позолота с памятника была удалена, однако затем восстановлена при реставрации в 2000-х годах, что позволило привести монумент в соответствие с первоначальной задумкой.
После смерти Фоли, помимо статуй Альберта и Каннинга, остался и ряд других незавершённых заказов, которые были распределены между его учениками. Так, статую Роберта Джеймса Грейвса для фасада Королевского колледжа врачей в Дублине (Фоли успел создать три другие статуи для этого фасада) выполнил его ученик, скульптор Альберт Брюс-Джой.

## Восприятие и память
Современники описывали Фоли как болезненного, задумчивого и меланхоличного человека с изысканными манерами, неизменно погружённого в размышления.
Улица в Дублине, на которой он родился и которая в те дни называлась Монтгомери-стрит, ныне носит его имя (Фоли-стрит). В то же время некоторые памятники, созданные Фоли для Ирландии, после провозглашения Ирландией независимости от Великобритании подверглись вандализму и были уничтожены. Тем не менее конный памятник фельдмаршалу Хью Гофу, первоначально установленный в Дублине, удалось спасти от уничтожения. Сегодня он установлен в парке замка Чиллингем в британском графстве Нортумберленд.

## Галерея

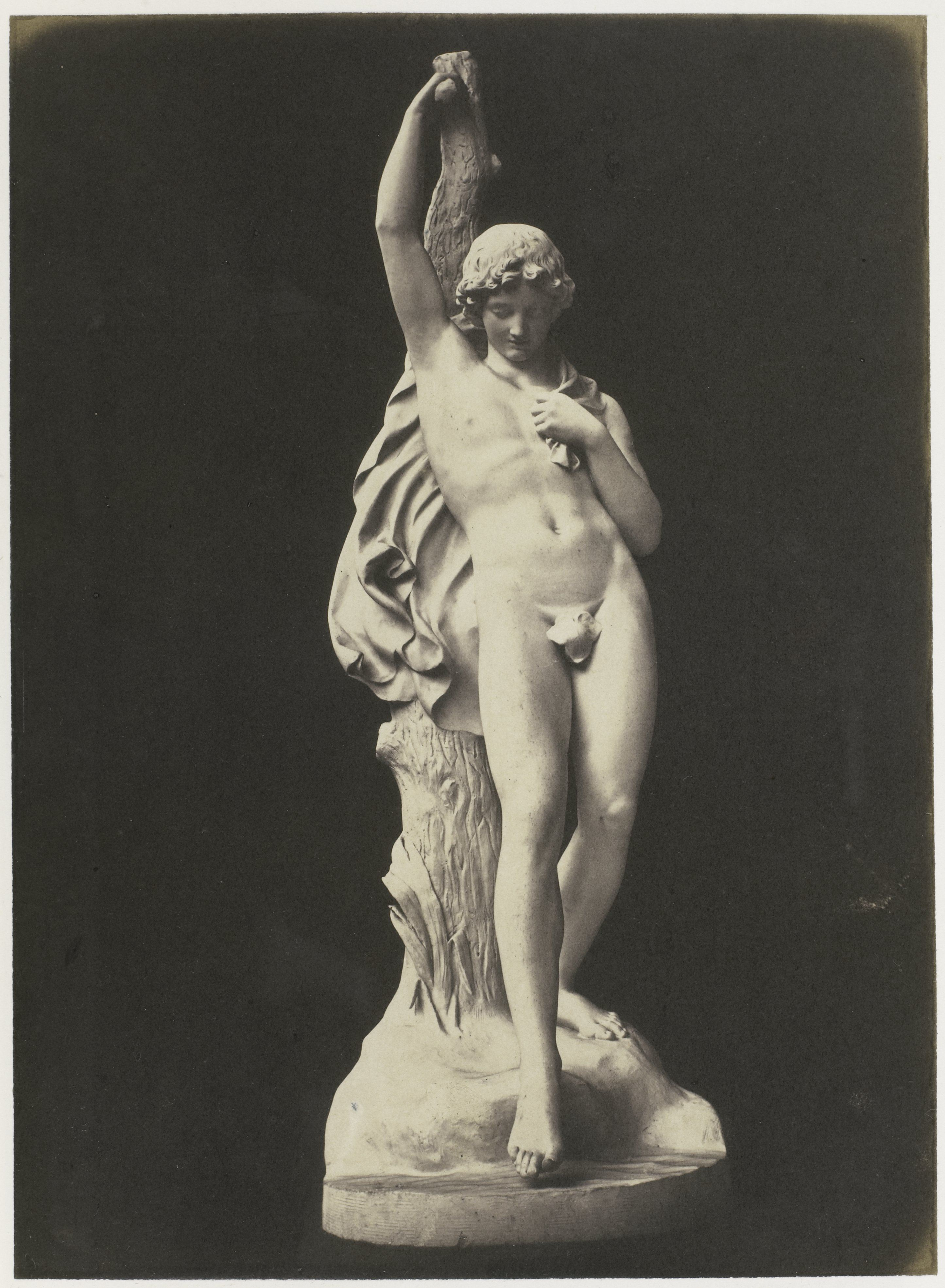
Юноша у реки
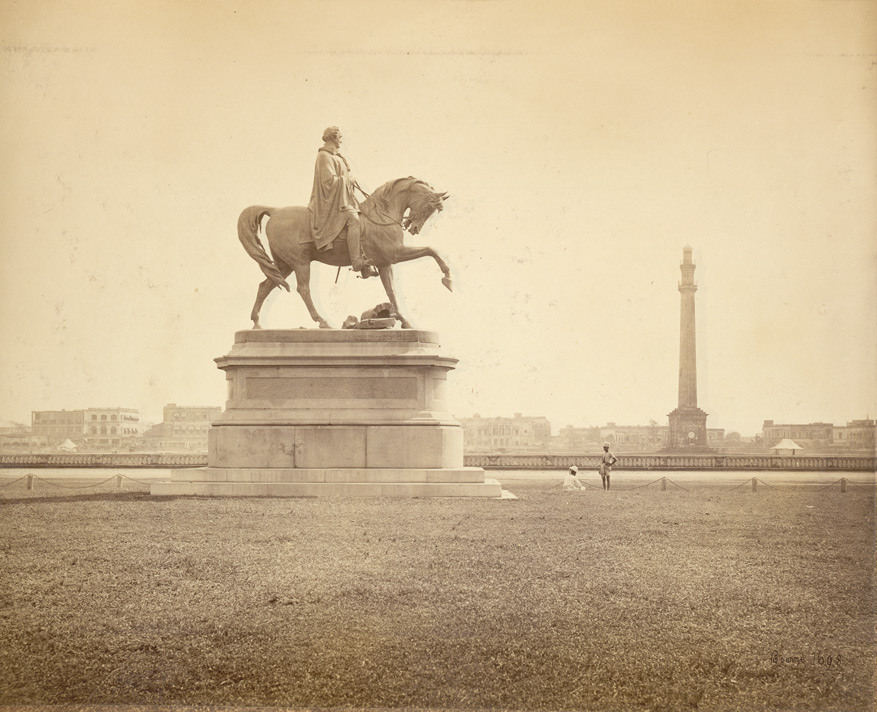
Памятник Генри Гардингу, Калькутта
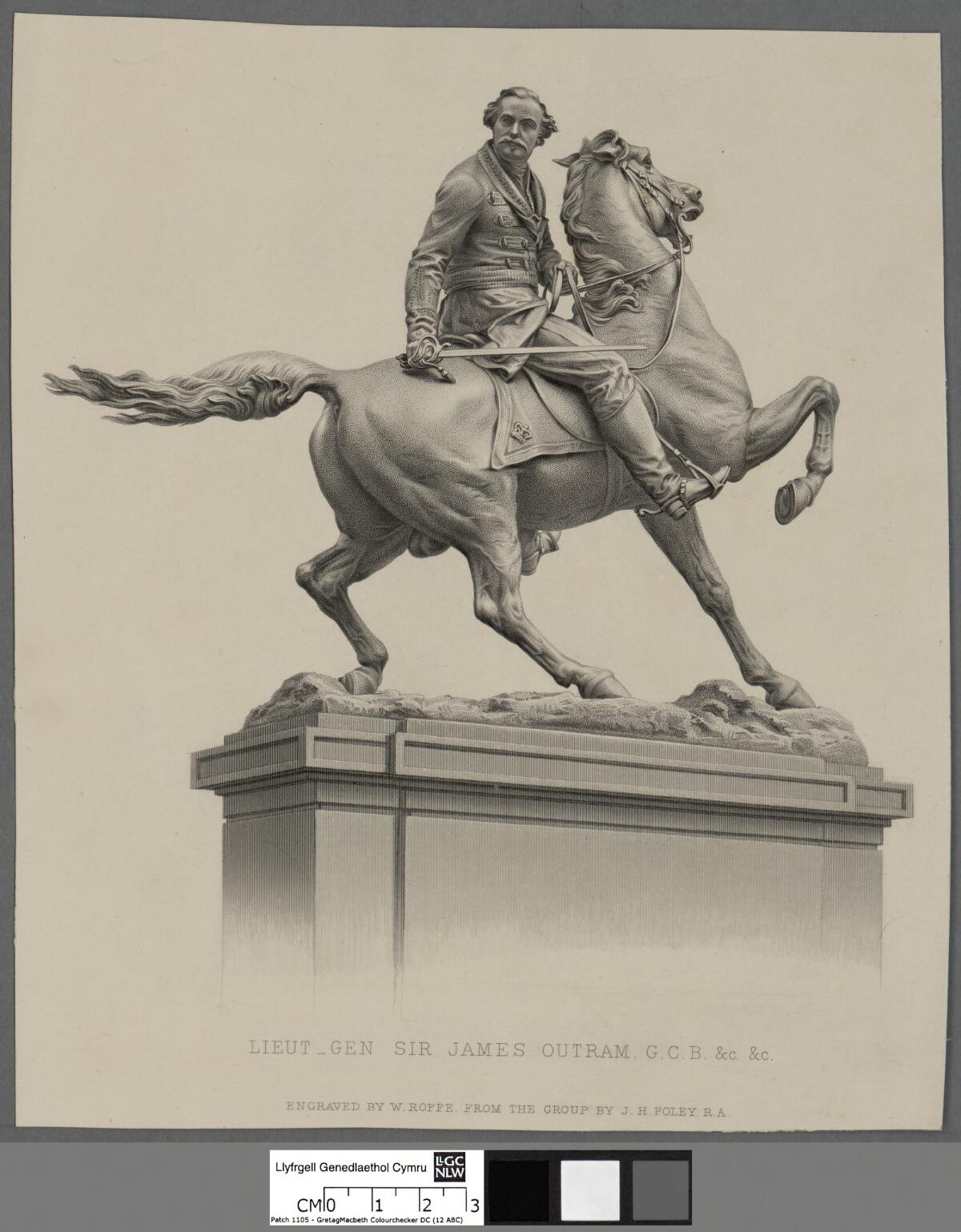
Памятник Джеймсу Аутраму, Калькутта
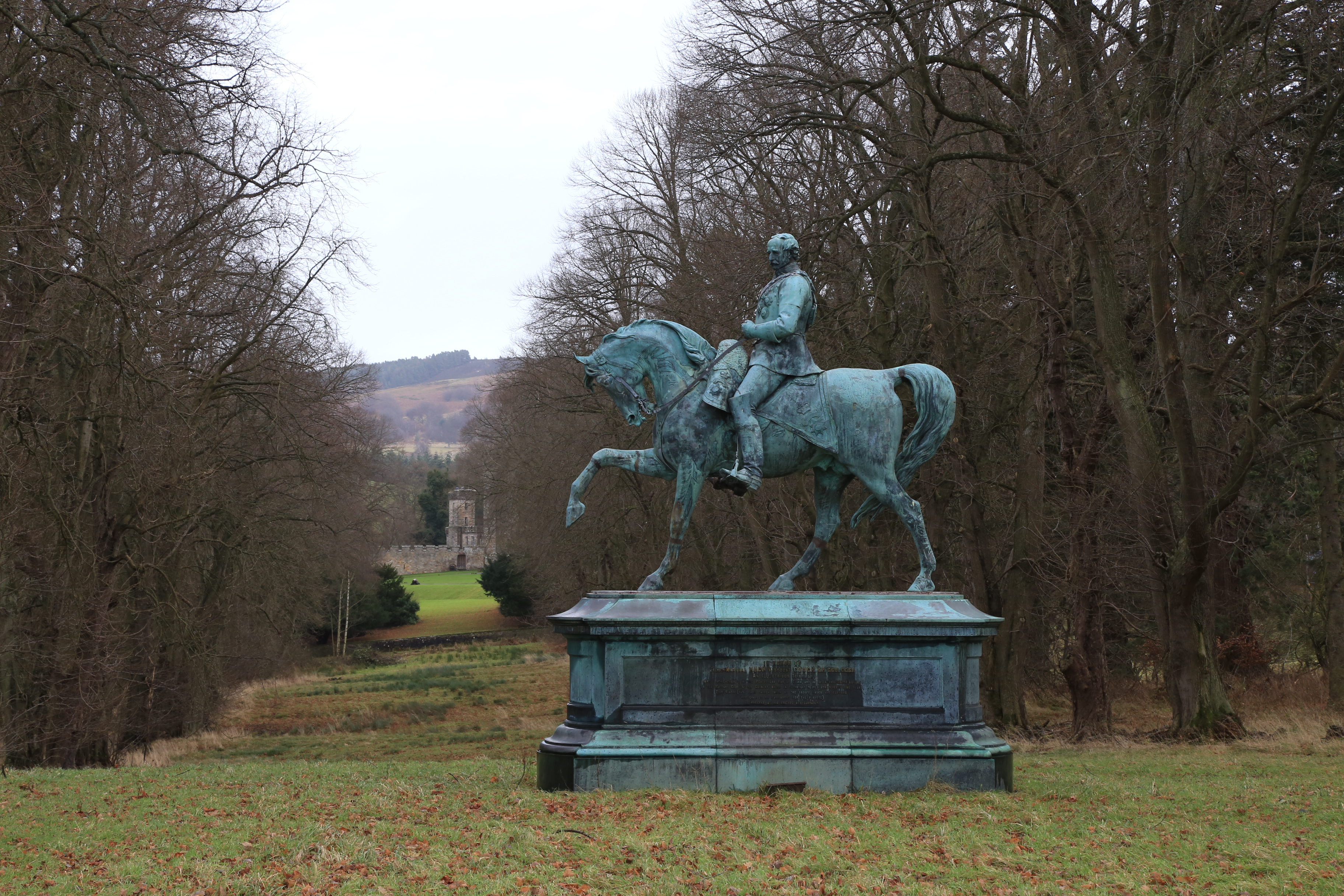
Памятник фельдмаршалу Хью Гофу, парк замка Чиллингем, графство Нортумберленд (первоначально был установлен в Дублине)
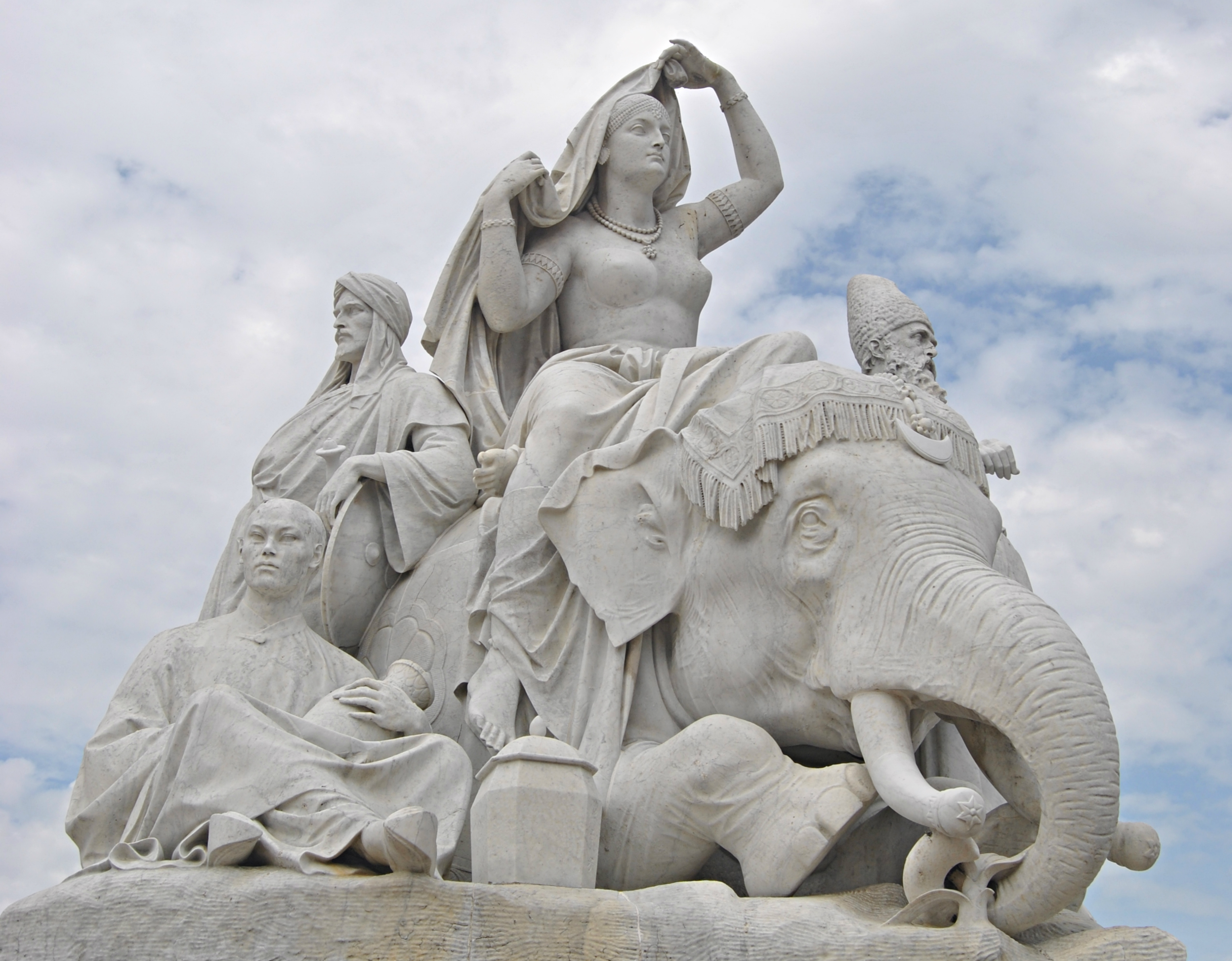
Аллегория Азии, Мемориал принца Альберта, Лондон
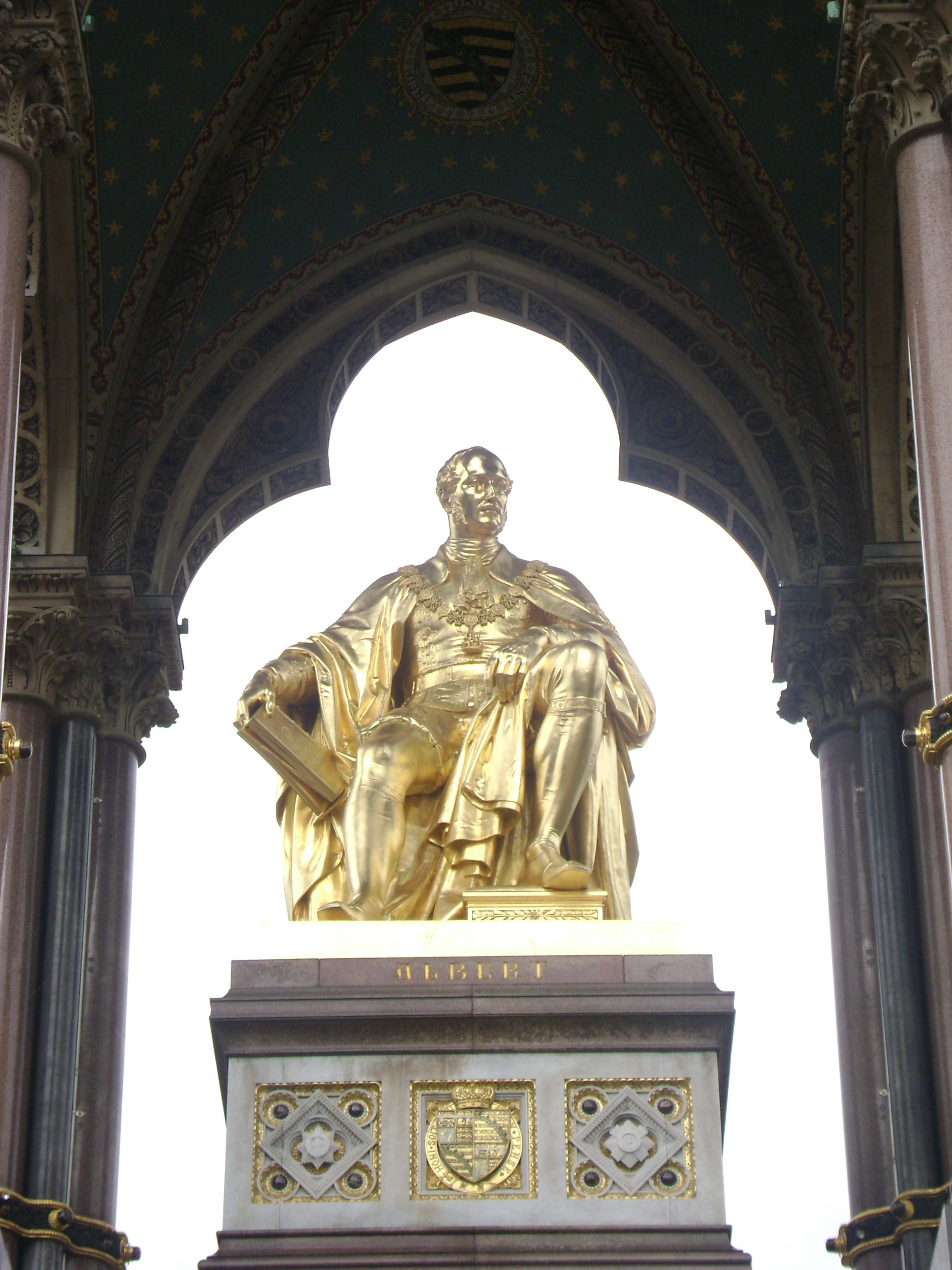
Принц Альберт, Мемориал принца Альберту, Лондон
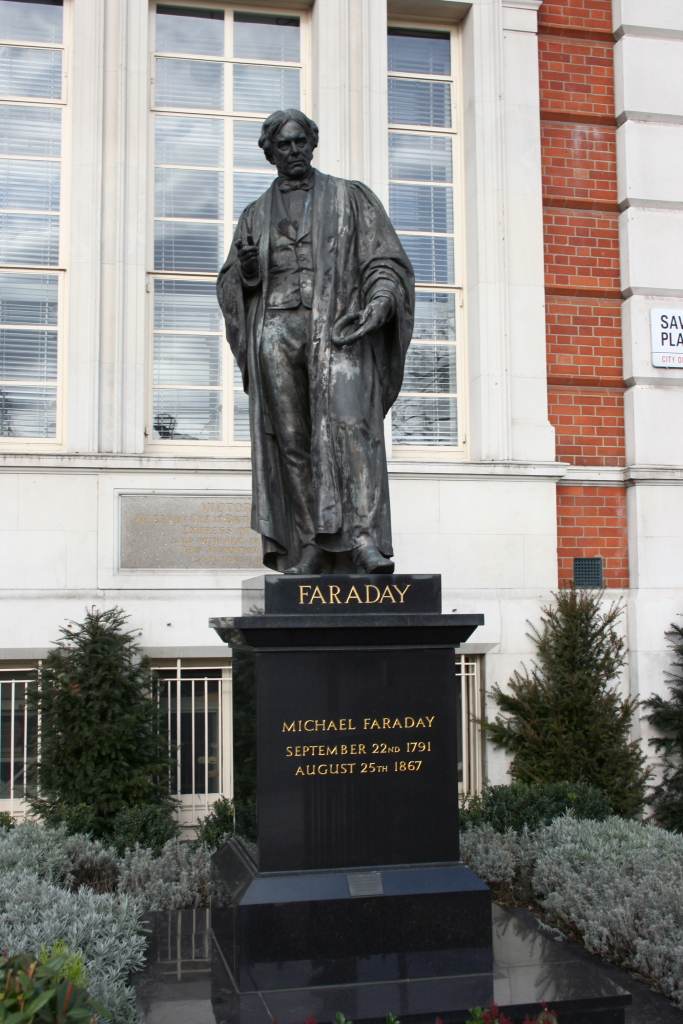
Памятник Майклу Фарадею, Лондон
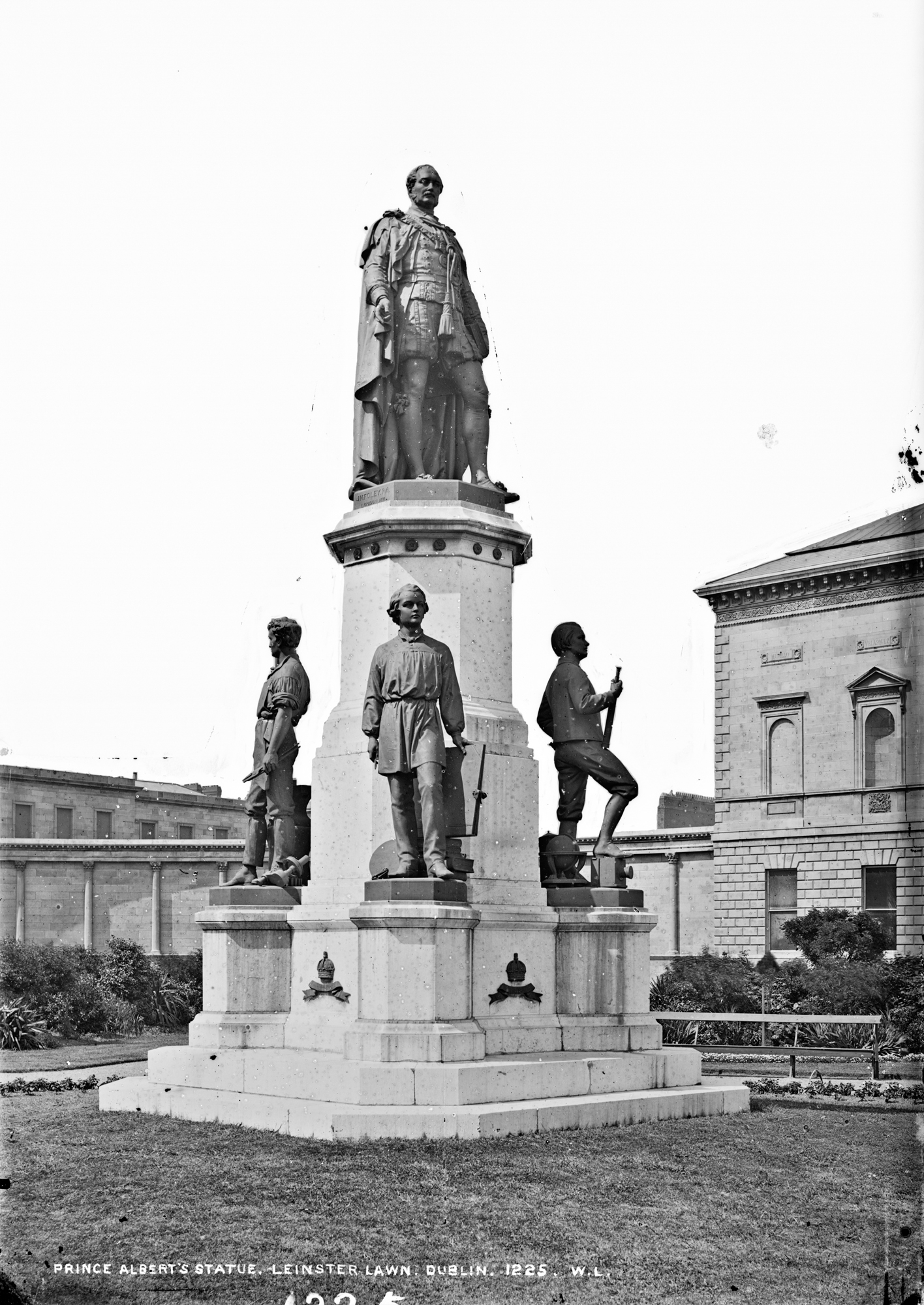
Памятник принцу Альберт, Дублин
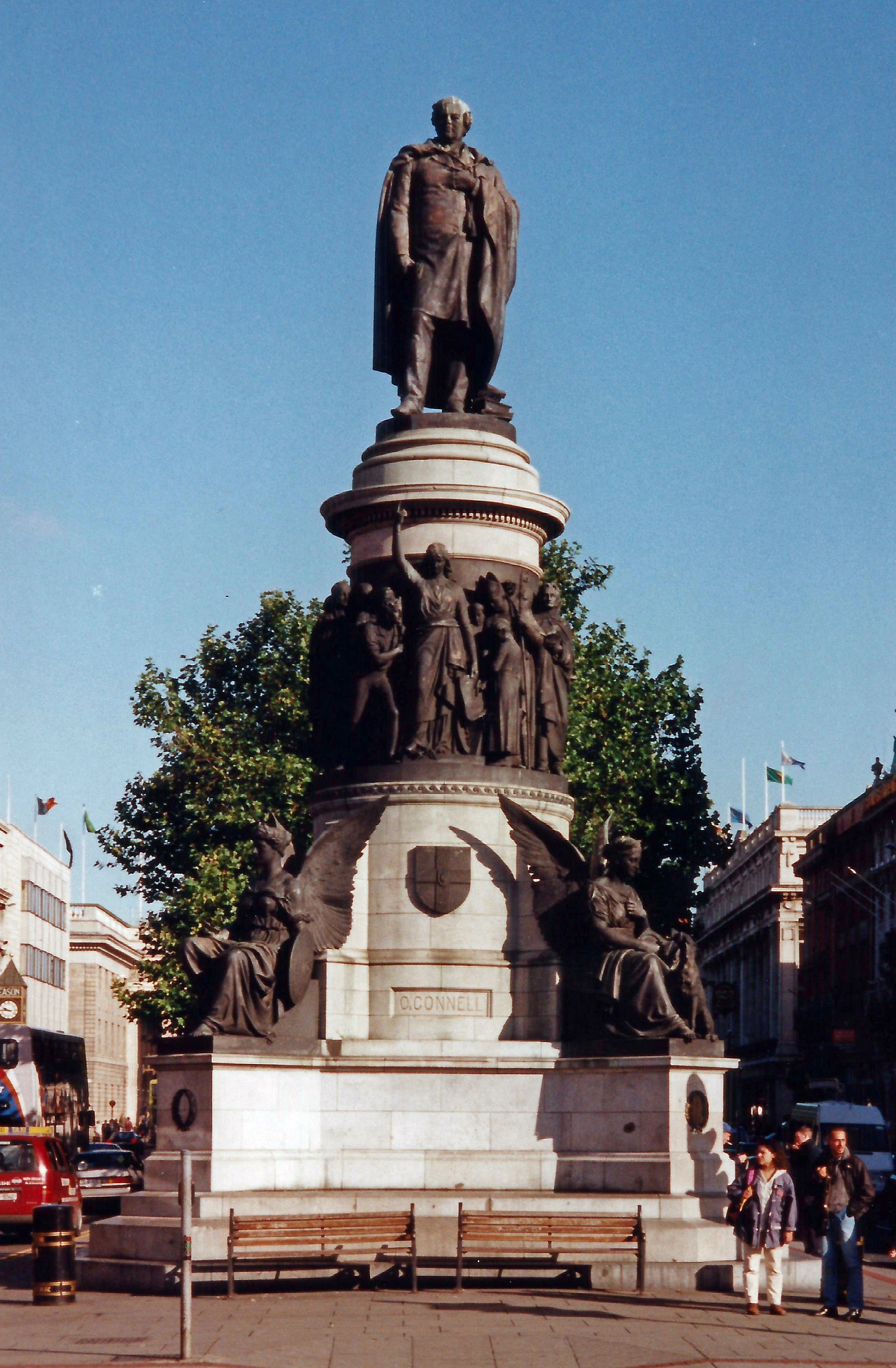
Памятник Дэниелу О’Коннеллу, Дублин
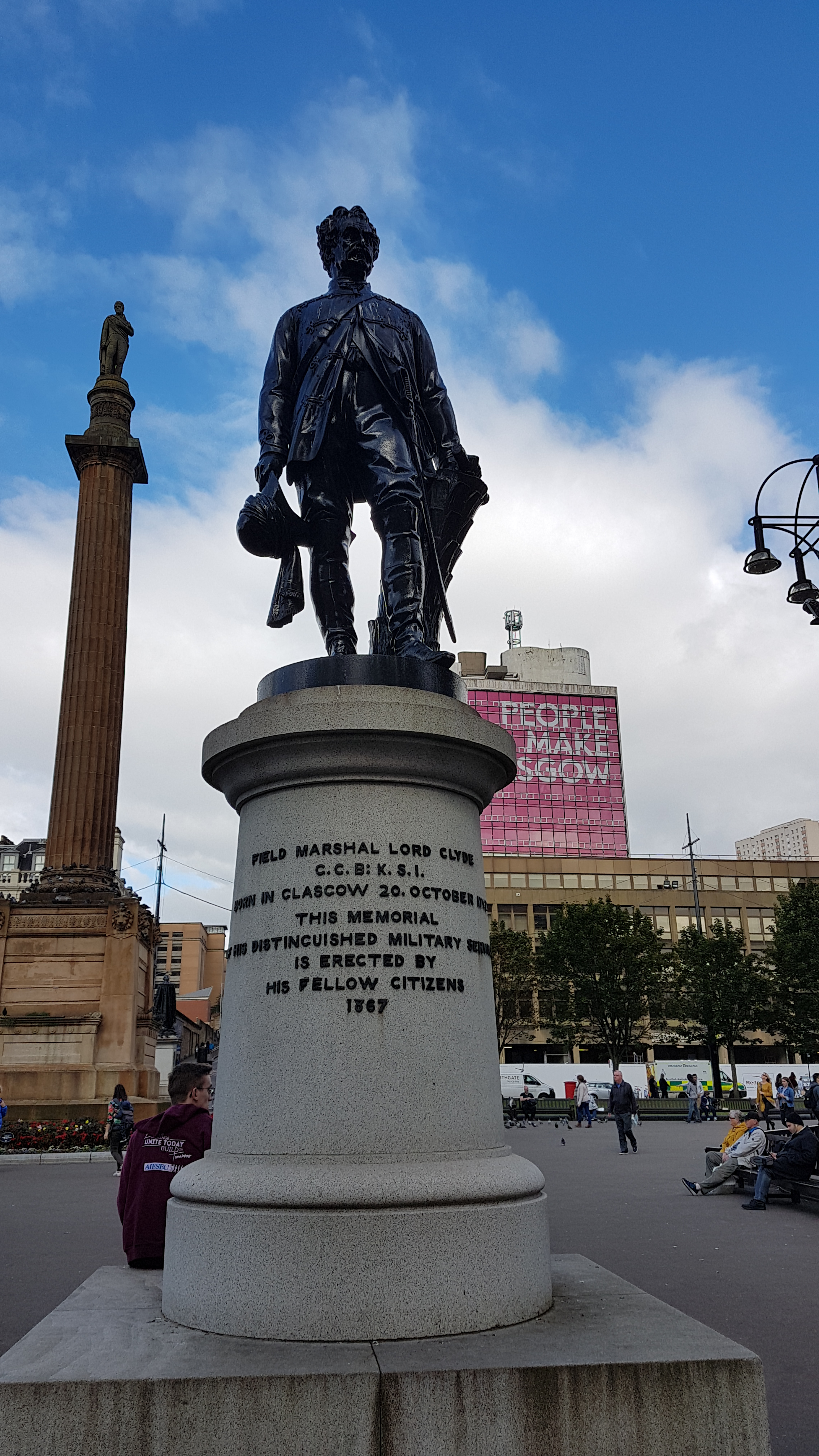
Памятник Колину Кэмбеллу, Глазго
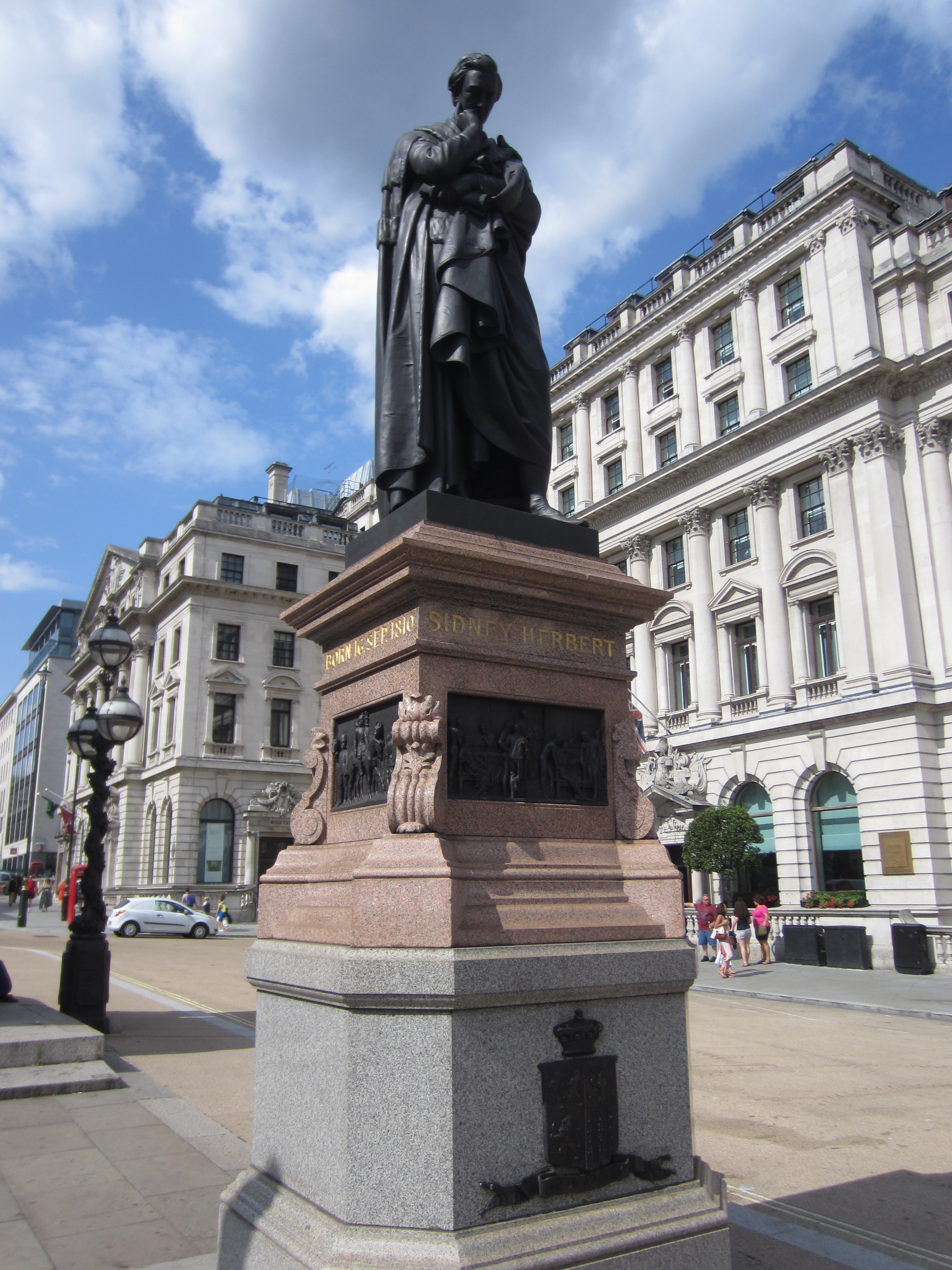
Памятник Сидни Герберту, Лондон
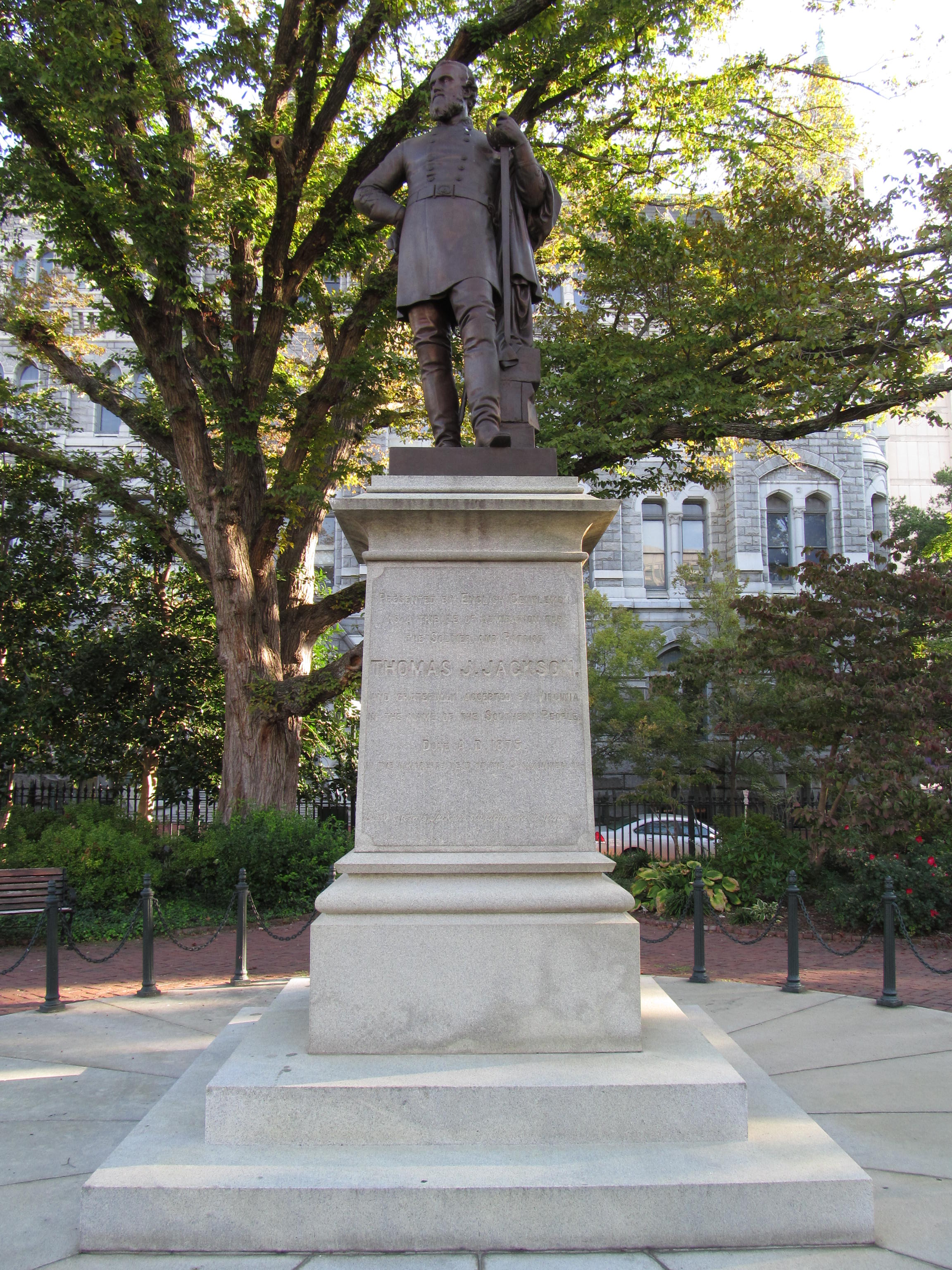
Памятник генералу Конфедерации Томасу Джексону, Ричмонд (Виргиния)
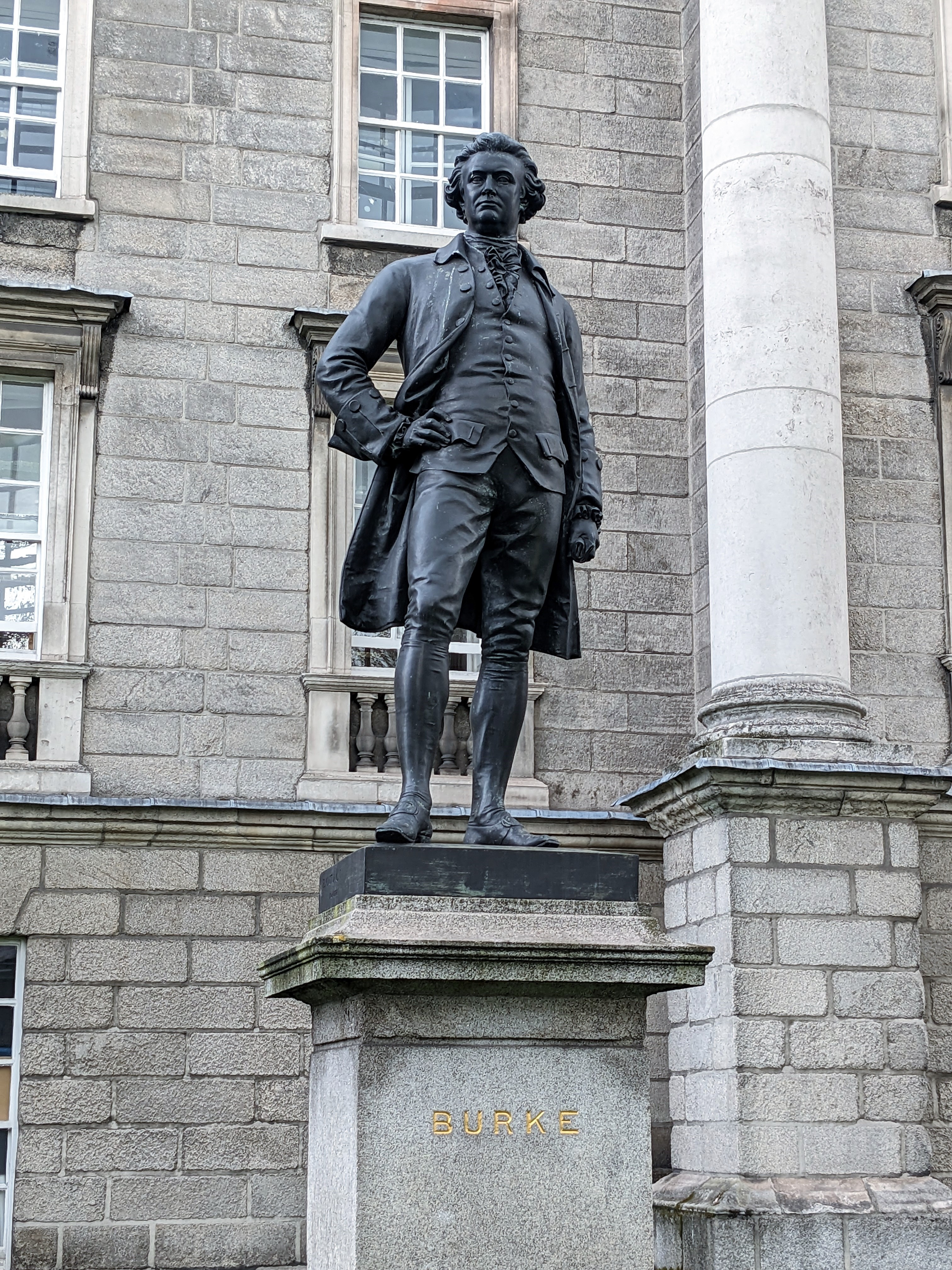
Памятник Эдмунду Бёрку, Тринити-колледж (Дублин)
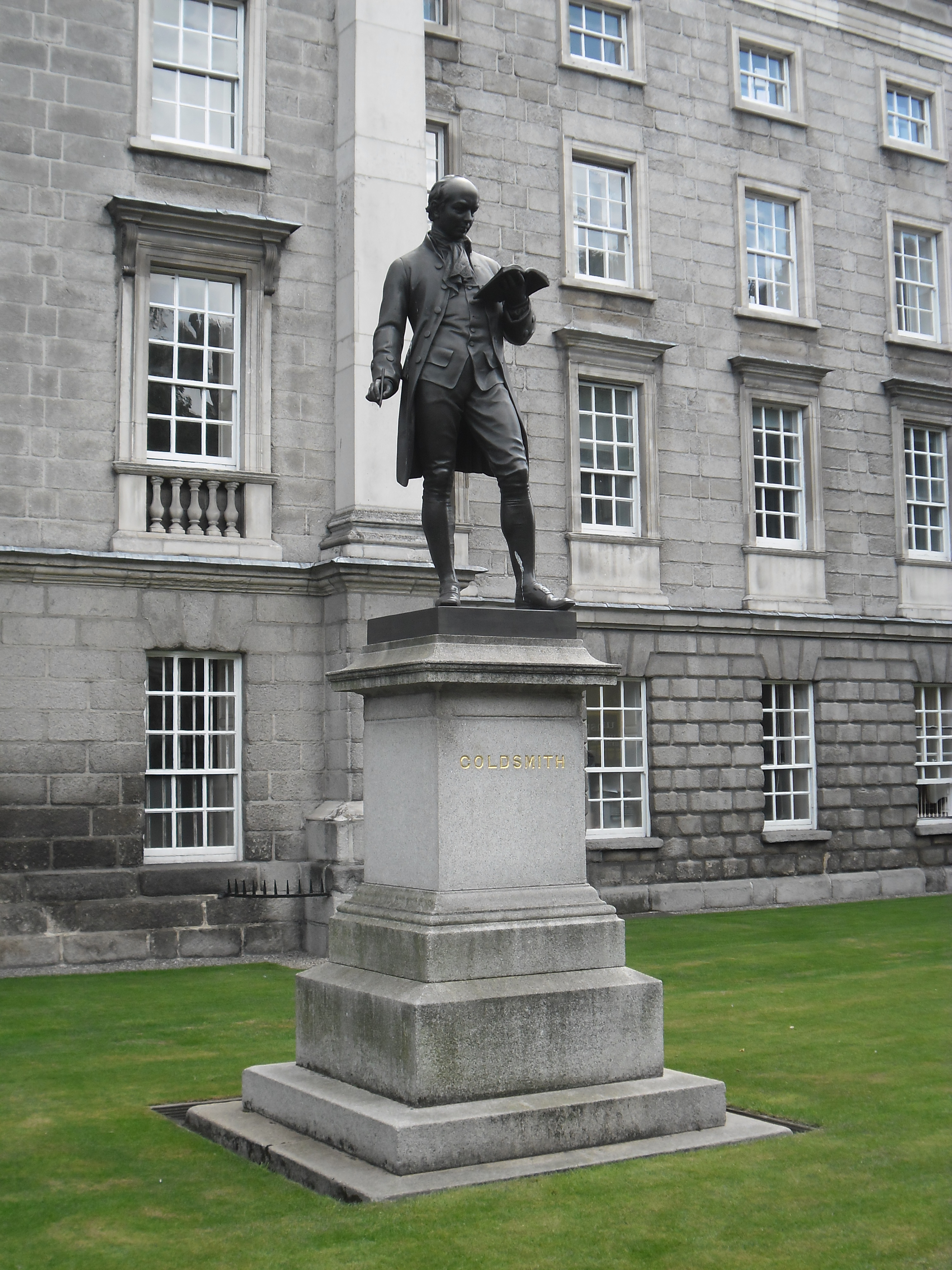
Памятник Оливеру Голдсмиту, Дублин
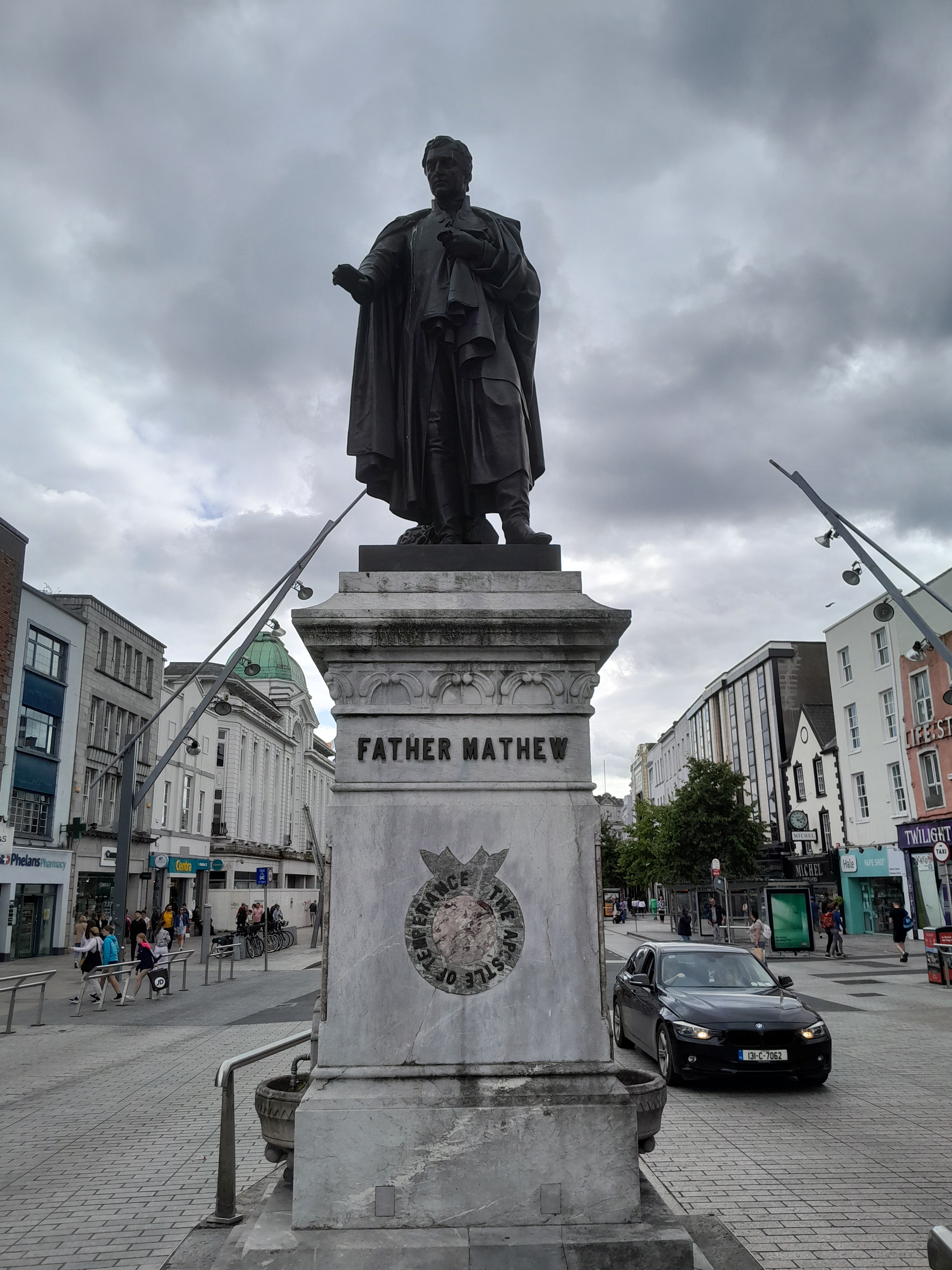
Памятник борцу за народную трезвость католическому священнику Теобальду Мэттью, Корк, Ирландия
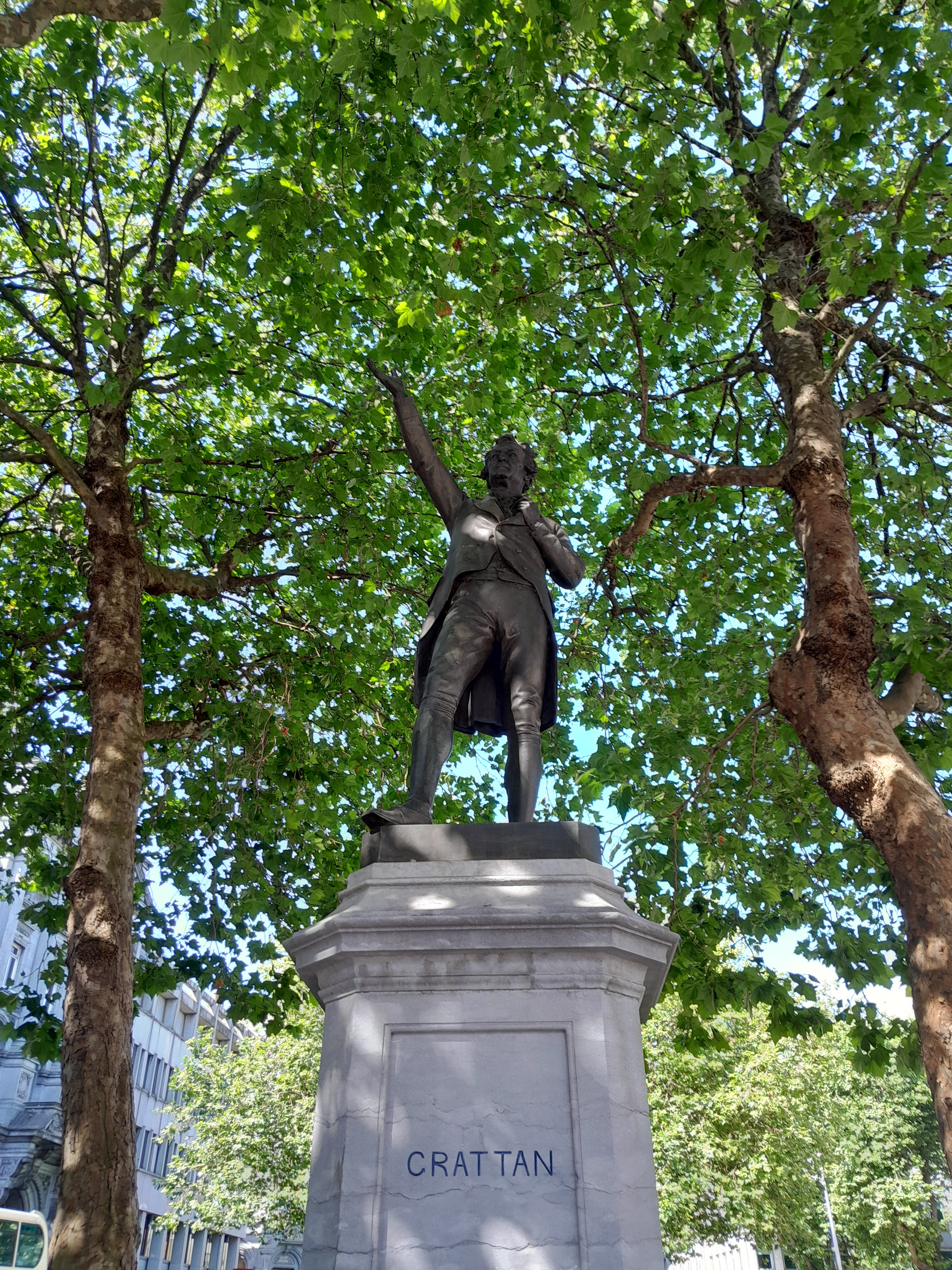
Памятник Генри Граттану, Дублин